# Synanthedon alenica
Synanthedon alenica is een vlinder uit de familie wespvlinders (Sesiidae), onderfamilie Sesiinae.
Synanthedon alenica is voor het eerst wetenschappelijk beschreven door Strand in 1913. De soort komt voor in het Afrotropisch gebied.